# Шамордино (Козельский район)
Ша́мордино — деревня в Козельском районе Калужской области. Входит в состав сельского поселения «Деревня Каменка». 

## География
Деревня находится на расстоянии 15 км к северо-востоку от города Козельск, административного центра района.

## Население
| 2002 | 2010 |
| ---- | ---- |
| 41   | ↘30  |

## Достопримечательности
Рядом с деревней расположен Шамординский монастырь.

## Известные жители
В 1950—1951 годах в Шамординской средней школе учителем работал Булат Окуджава (1926—1989) — советский и российский певец и композитор.